# Sophora pachycarpa
Sophora pachycarpa là một loài thực vật có hoa trong họ Đậu. Loài này được C.A.Mey. miêu tả khoa học đầu tiên.